# Uddnäs kraftstation
Uddnäs kraftstation är ett vattenkraftverk i Kolbäcksån. Det ligger i Fagersta. Kraftstationen byggdes 1988. Parallellt med kraftstationen ligger en sluss i Strömsholms kanal.
Den första kraftstationen i Uddnäs byggdes 1884 – 1885. Turbinhuset försågs med tre turbiner. Kraften överfördes med lintransmission (detta var före elektricitetens tid)  till valsverk vid Fagersta bruk.
Den första elektriska kraftstationen i Uddnäs byggdes omkring 1935 på platsen där turbinhuset tidigare låg. Därmed övergick man från lintransmission till elektrisk kraftöverföring till Fagersta bruk
År 1988 byggdes Uddnäs nya kraftstation. Den placerades över en tidigare använd sluss i Uddnäs. Den slussen i Strömsholms kanal var från 1780-talet.